# La (rod moljaca)
La, rod moljaca iz porodice Crambidae, dio natporodice Pyraloidea. Na popisu su četiri vrste, tri iz Južne i jedna iz Sjeverne Amerike

## Vrste
1. La benepunctalis Hampson, 1919
2. La cerveza Landry, 1995
3. La cucaracha Bleszynski, 1966
4. La paloma Bleszynski, 1966